# Hunter (电子游戏)
《Hunter》是由Paul Holmes与Martin Walker（音乐）开发，1991年由动视发售于Amiga与雅達利ST的3D开放世界动作冒险游戏。游戏中，玩家置身于群岛之中，可以驾驶丰富的载具进行探索并完成任务。由于该作品对3D画面和沙盒类游戏的大胆实验和充分探索，人们常将它与随后发行的其他类似的沙盒游戏，如俠盜獵車手系列和《孤岛惊魂2》相比较。 

## 游戏玩法

Hunter在Amiga上运行的实机画面

游戏中，玩家可以控制一名间谍专家潜入一个被独裁者统治的群岛，游戏的目标就是击败独裁者，解放群岛。玩家可以自由的在三维空间世界中行走、游泳或使用载具进行移动，这些可选择的载具包括汽车、卡车、坦克、船只、自行车、直升机、气垫船、划艇和冲浪板，每种载具都具有独特的操纵方式和性能。游戏中包含大量建筑物，其中绝大部分都可进入探索。除玩家操控的士兵外，游戏中还有敌方士兵、平民、动物等角色。游戏中有一个简单的生物群落系统，包括了海鸥，鲨鱼，鹿，兔子，牛等多种动物，其中大部分可以进行交互。此外，玩家还拥有种类众多的的武器，包括普通的手枪到导弹、手榴弹、地雷和定时炸弹。周围地形可以用空中观测单位和雷达进行测量。食物和金钱可以用来贿赂他人以获取信息。目标的坐标记录到记录簿中，玩家可以在地图上看到自己在游戏世界中的位置。
在1991年来看，《Hunter》的一大特色是先进的游戏AI。敌军除了会射击玩家，还可以驾驶载具以追踪玩家。守卫塔、示踪枪、大炮和地对空导弹发射装置都有向玩家射击的能力，敌人发射的制导导弹可以精确地跟踪玩家的车辆。鸟类也会围绕在玩家的周围，因此他们经常被玩家的汽车撞死。
游戏主要通过摇杆和鼠标控制。摇杆用于控制角色的移动方向，鼠标用于武器和其他物品的选择。此外，键盘可用来输入字符和缩放视图。

## 游戏模式
有三种不同的游戏模式可供选择。每种模式都有不同的目标和地图：
- Hunter模式：在该模式中与其他角色的交流信息很重要。玩家的任务是追踪并刺杀一个敌方将领，并在规定时间内返回总部。任务需要玩家通过收集平民提供的线索、贿赂敌人、使用各种载具和武器来完成。

- Missions模式：玩家需要在规定的时间内完成小任务，然后返回总部接受另一个小任务。游戏中的任务将变得越来越困难，而完成每一个任务时间也越来越短。最终，完成最后一个任务，摧毁敌人的总部，即可通关该模式。

- Action模式：该模式只有一个大任务，玩家须按照以任意方式摧毁预定数量的目标。玩家会得到一系列的目标列表，可使用地图和日志来确定每个目标的位置并在规定时间内之前摧毁它们。

## 图像和音效
游戏世界是一个三维多边形区域，由岛屿、山丘、湖泊和大片海洋组成。除了各种建筑物和车辆外，还有一些树木、植物和岩石，这些均是3D建模。但游戏中颜色使用较为有限，以绿色、橘色和蓝色为主。24小时制的游戏时间系统是其一大亮点，环境亮度取决游戏中的时间。虽然夜间亮度较低，但使用照明弹可以照亮夜晚的环境，以便玩家观察。
游戏中唯一的音乐是由Martin Walker创作的主题音乐，是游戏处于标题屏幕界面时的背景音乐。音响效果包括引擎声、炮声、爆炸声、海浪声和海鸥的叫声。在在视觉上和音效上，相较于雅達利ST，该游戏在Amiga上的表现更优，Amiga使用更多的颜色和数字化的音效，而雅達利ST版本则出现不同程度的画面抖动（如海洋画面），其音效也是合成音。

## 评价
| 评分                            | 评分 |
| ------------------------------- | ---- |
| Amiga Action                    | 89%  |
| Amiga Computing                 | 90%  |
| Amiga Format                    | 86%  |
| Amiga Joker （德国）            | 89%  |
| Amiga Power                     | 85%  |
| Commodore User （又名CU Amiga） | 89%  |
| Datormagazin （瑞典）           | 95%  |
| Génération 4 （法国）           | 93%  |
| The One                         | 92%  |
| Zero                            | 89%  |

《Hunter》发售后，各个媒体对其反响很好（评分均在85-95之间，满分100分）。虽然游戏仍有显示错误，动画过于简单的缺陷，但大多数游戏媒体都认为《Hunter》是有史以来第一个内容完整的3D游戏。该作品被认为是3D矢量游戏的一大突破进展，是游戏界发展中具有里程碑意义的一步。
然而，最吸引人的是游戏的广袤的行动范围和开放世界。《Amiga Computing》的弗雷德·里根认为“除了时间以外，你在游戏中的任务没有任何限制。你可以使用任何你喜欢的载具或设备。这种自由感让玩家充分探索和实验各种载具和设备的组合使用。”，《CU Amiga》的马克·帕特森认为“尽管这些任务有时间限制，但对于如何完成它们没有限制，而且这种灵活性在过去的3D游戏的实验中极其缺乏。”，《ZERO》的大卫·威尔逊认为“我喜欢这个自由控制角色的点子，可以在不同的地点穿行，使用各种载具，还可以在没有‘许可’的情况下自由进出那些建筑物。”。
虽然大多数评论家对游戏世界的设定和具有代入感的环境不吝赞词，但仍有些人认为游戏世界太小，几个小时就可以完成探索。此外，游戏音乐的缺乏和音效的质量太差也是一个很大的缺点。尽管有这些缺点，《Hunter》还是被许多评论家认为是一个表现良好的3D动作冒险。如乔纳森·戴维斯在Amiga Power杂志上评论道“《Hunter》是个真正的全能型选手。在这个高水准制作的3D世界里，每个人都能找到自己的惊喜和乐趣。打开《Hunter》，你可以在其中沉浸良久。”